# Nauli (Sigumpar)
Nauli is een bestuurslaag in het regentschap Toba Samosir van de provincie Noord-Sumatra, Indonesië. Nauli telt 1010 inwoners (volkstelling 2010).